# Jan Bečvář (1924)
J.M. can. Jan Bečvář (26. května 1924 Praha – 29. srpna 2005 Most) byl český katolický kněz, politický vězeň, čestný kanovník kapituly sv. Štěpána v Litoměřicích. Rovněž byl posledním farářem v Bečově u Mostu.

## Počáteční etapa života
Pocházel z Prahy z rodiny československého legionáře. Rodiče nebyli příliš nábožensky zaměření, kněžský stav ho v mládí výrazněji nepřitahoval, angažoval se však v Sokole. Po maturitě a totálním nasazení v Německu v průběhu II. světové války však vnitřně dozrál a začal se zajímat o historii a teorii náboženství. Chtěl se stát profesorem a začal studovat teologickou fakultu. Na kněze byl vysvěcen však už v tajnosti z důvodu nástupu komunistického totalitního režimu na Bílou sobotu 8. dubna 1950 na litoměřickém proboštství biskupem Štěpánem Trochtou, který se tehdy obával, že bude internován podobně jako arcibiskup Beran a kněžské svěcení v řádném termínu mu bude znemožněno. K uvěznění Trochty pak opravdu došlo, byl internován o několik měsíců později, v červenci 1950.
1. října 1950 Bečvář nastoupil vojenskou základní službu u PTP v Libavé u Olomouce, ze které se vrátil až na Silvestra 1953.

## Vězeň komunistického režimu
Duchovní správy se ujal teprve po čtyřech letech po svém svěcení, 19. ledna 1954, se stal kaplanem litoměřického děkanství. Ale již 28. května 1954 byl spolu se svým spolužákem Josefem Helikarem zatčen. Byl obviněn z toho, že v roce 1950 od biskupa Trochty přijal dva dopisy, ve kterých měl biskup vyjadřovat své názory na státní zřízení a dokazovat, že není za vývoj situace nijak osobně zodpovědný, a že se neprohřešil proti instrukcím Vatikánu. Bečvář měl údajně tyto dopisy zakopat u svých rodičů v České Lípě. Dále se mu kladlo za vinu, že podával bývalému rektorovi litoměřického semináře P. Rabasovi, ten byl souzen společně s Trochtou, „zprávy a poznatky získané během výkonu VPS“. Krajský soud v Ústí nad Labem, v neveřejném procesu, který se konal v Litoměřicích 11. ledna 1955, ho uznal vinným z trestných činů „pomoci k velezradě“ a „ohrožení státního tajemství“. Odsouzen byl na šest a půl roku nepodmíněně a k řadě vedlejších trestů. Předsedou senátu byl JUDr. Oldřich Kubáněk, soudci Oldřich Jaroš a František Rychtařík, státním prokurátorem JUDr. Stanislav Dunaj.
Těchto šest let byl vězněn – v Jáchymově, Rtyni a Valdicích i jinde. Ke svým vězeňským letům později řekl: „Byla to nejlepší škola pro mou praxi. Našel jsem tu docela nový pohled na život a na člověka. Naučil jsem se v každém hledat to dobré a snažit se vytvářet s každým člověkem jednotu, jak jen je to možné.“
Ve vězení byl až do roku 1960 a dalších pět let pak pracoval jako dělník v ČKD. Soudní proces vedený proti němu byl od začátku do konce zmanipulovaný a obnova řízení byla povolena již v roce 1966. V roce 1965 byl Bečvářovi vrácen Státní souhlas k výkonu duchovenské činnosti. V roce 1967 pak Krajský soud v Ústí nad Labem původní rozsudek z 11. ledna 1955 v plném rozsahu zrušil.
Od 1. dubna 1964 byl pověřen službou vikaristy při litoměřické katedrále sv. Štěpána.
Dále byl ustanoven od 1. srpna 1965 za administrátora farností Duchcov a Zabrušany.
Když biskup litoměřické diecéze Štěpán Trochta, ve smyslu Motu proprio papeže Pavla VI. Ecclesiae Sanctae z 6. srpna 1966 a dekretů II. vatikánského koncilu, zřídil dne 28. března 1969 Diecézní kněžskou radu, jmenoval do ní také Jana Bečváře.
V roce 1970 mu litoměřický biskup Štěpán Trochta udělil titul osobního faráře s privilegiem nosit synodalie a expositorium (lat. cum iure synodalium et expositorii canonicalis). Farnost Duchcov vedl až do roku 1989.

## Činnost v období normalizace
V období normalizace opět Bečvářovi nastalo pronásledování ze strany státních orgánů. 14. března 1979 byl na něho v Ústí nad Labem vydán Státní bezpečností svazek pro podezření ze spáchání trestných činů podle § 109 trestního zákona (Opuštění republiky) a § 178 trestního zákona (Maření dozoru nad církvemi a náboženskými společnostmi). Podle blíže neupřesněných informací měl Bečvář zařídit, aby duchcovský ministrant Pavel Mikeš mohl studovat teologii v Římě. Mikeš následně skutečně emigroval. Bylo též podezření ze strany StB, že Bečvář rozmnožuje a kolportuje církevní samizdat. Dále StB zjistila, že se P. Bečvář veřejně vyslovoval proti prorežimní kněžské organizaci Pacem in terris a ve své kritice pokračoval i poté, co byl předvolán k pohovoru k okresnímu církevnímu tajemníkovi (OCT) v Teplicích. Nakonec však akce proti němu ukončila Státní bezpečnost tzv. „preventivně profylaktickým pohovorem“, ale do archivu byl jeho svazek ad acta uložen až 29. dubna 1987.
Během svého dlouhého působení v duchovní správě v Duchcově se čile zabýval historií a moderní teologickou literaturou. Při rekonstrukci pokryvu věží duchcovského děkanského kostela Zvěstování Panny Marie umístil ilegálně do jedné z makovic schránku se svědectvím o normalizaci. Stalo se tak dne 21. srpna 1969, v den prvního výročí invaze armád Varšavské smlouvy do Československa.
Od 1. února 1990 se ujal duchovní správy farností Trmice, Předlice, Řehlovice a Stebno.

## Období po pádu totality
Děkanem v Libáni byl ustanoven 1. října 1990. Odkud spravoval i farnosti Bystřici a Osenice.
V roce 1995 se stal děkanem v Mostě a spravoval i přilehlé Slatinice, Vtelno, Kopisy, Holešice, Židovice, České Zlatníky a Lužici. Nakonec byl ustanoven od 1. srpna 1999 farářem v Bečově u Mostu. Pro svou záslužnou činnost se stal 26. května 1999 čestným kanovníkem litoměřické kapituly.
Zemřel 29. srpna 2005 v nemocnici v Mostě. Rozloučení s ním se konalo 6. září 2005 při zádušní mši svaté v děkanském kostele Nanebevzetí Panny Marie v Mostě, 7. září 2005 bylo rozloučení s ním v katedrále sv. Štěpána v Litoměřicích.